# 貴定站
贵定站位于贵州省黔南布依族苗族自治州贵定县金南街道，现为三等站，设有8条到发线和4条调车线。贵定站原为沪昆铁路和黔桂铁路接轨站。黔桂铁路改造后从龙里站分出，不再经过贵定站。